# Memory Stick

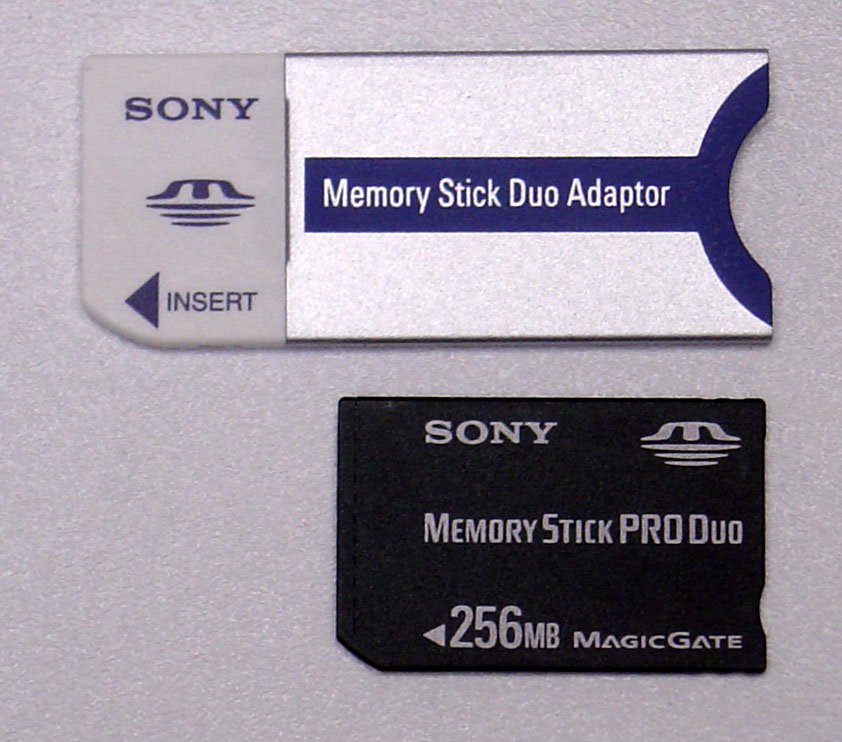
Memory Stick Pro Duo de 256MB amb adaptador

 Memory Stick  és un format de targeta de memòria comercialitzat per Sony des de l'octubre de 1998.

## Generalitats
El terme també s'utilitza per definir la família sencera d'aquests dispositius de memòria, Memory Stick. Dins d'aquesta família s'inclou la Memory Stick Pro, una versió posterior que permet una major capacitat d'emmagatzematge i velocitats de transferència d'arxius més altes, la Memory Stick Pro Duo, una versió de menor mida que el Memory Stick i la Memory Stick Micro o M2 de mida similar a una microSD card i molt emprada en telèfons mòbils.
En l'actualitat diverses empreses han comercialitzat adaptadors de Memory Stick Pro Duo i Memory Stick que permeten emprar targetes de memòria microSD card en els dispositius dissenyats per a un Memory Stick.

## Usos
Normalment, la Memory Stick és utilitzada com a mitjà d'emmagatzematge d'informació per a un dispositiu portàtil, de manera que pot ser fàcilment extreta la informació o la targeta a un ordinador. Per exemple, les càmeres digitals de Sony utilitzen la targeta Memory Stick per a guardar imatges i vídeos. Amb un lector de Memory Stick, normalment una petita caixa connectada via USB o alguna altra connexió on es pot fer servir un pen de sèrie, una persona pot transferir les imatges Stick en càmeres digitals, dispositius digitals de música, PDA, telèfons mòbils, la PlayStation Portable (PSP), i en altres dispositius. A més, la línia de portàtils Sony VAIO porta molt de temps incloent ranures per Memory Stick.
També hi ha lectors que fan servir PCMCIA, CompactFlash, lectors floppy de 3.5 "polzades i altres formats. En termes de compatibilitat, un Memory Stick antiga pot ser usada en lectors MS més recents (com també pot utilitzar la Memory Stick Duo amb un adaptador en lectors més recents). Tanmateix, la Memory Stick Pro i la Memory Stick Pro Duo sovint no són suportats en els lectors antics. Fins i tot, encara que les targetes d'alta velocitat Pro o Pro Duo puguin treballar en lectors Pro, les Pro Duo necessitant l'adaptador, la seva major velocitat pot no ser-hi.
El Memory Stick original estava disponible amb capacitats de fins a 128 MiB, i una versió més petita, la Memory Stick Select, que permet tenir dos nuclis de 128 MB en una mateixa targeta. La Memory Stick Pro té un màxim de memòria de 32 GB d'acord amb Sony, amb mides que van fins als 8 GB disponibles per a 2006 i per 2008 els de 16 GB.
Es pot comprar un adaptador per a les Memory Stick Pro Duo, i poder inserir en una ranura de Memory Stick Duo. No confondre aquest adaptador amb els controladors Memory Stick i Memory Stick Pro Duo que permeten inserir targetes de memòria microSD card en els dispositius Sony dissenyats per Memory Stick.
Sony ha comercialitzat també la Memory Stick Micro o Memory Stick M2, de mida molt reduïda similar a una microSD card, pensat per a telèfons mòbils. Els Sony Ericsson més recents porten un lector de targetes d'aquest format per al qual també hi ha adaptadors a Memory Stick. Pro
La Memory Stick per a molts és associada només amb la marca propietària Sony, ja que la gran majoria de dispositius portàtils d'aquesta l'han utilitzat durant molt de temps. Tot i així, els únics fabricants rellevants que produeixen la Memory Stick són SanDisk i Lexar. Tot i ser propietat d'una marca en especial o degut al suport obstinat de part de Sony per al format, la Memory Stick ha sobreviscut més que altres formats de memòria flash d'altres marques, i la seva longevitat és només comparable a la del CompactFlash i la del Secure Digital.

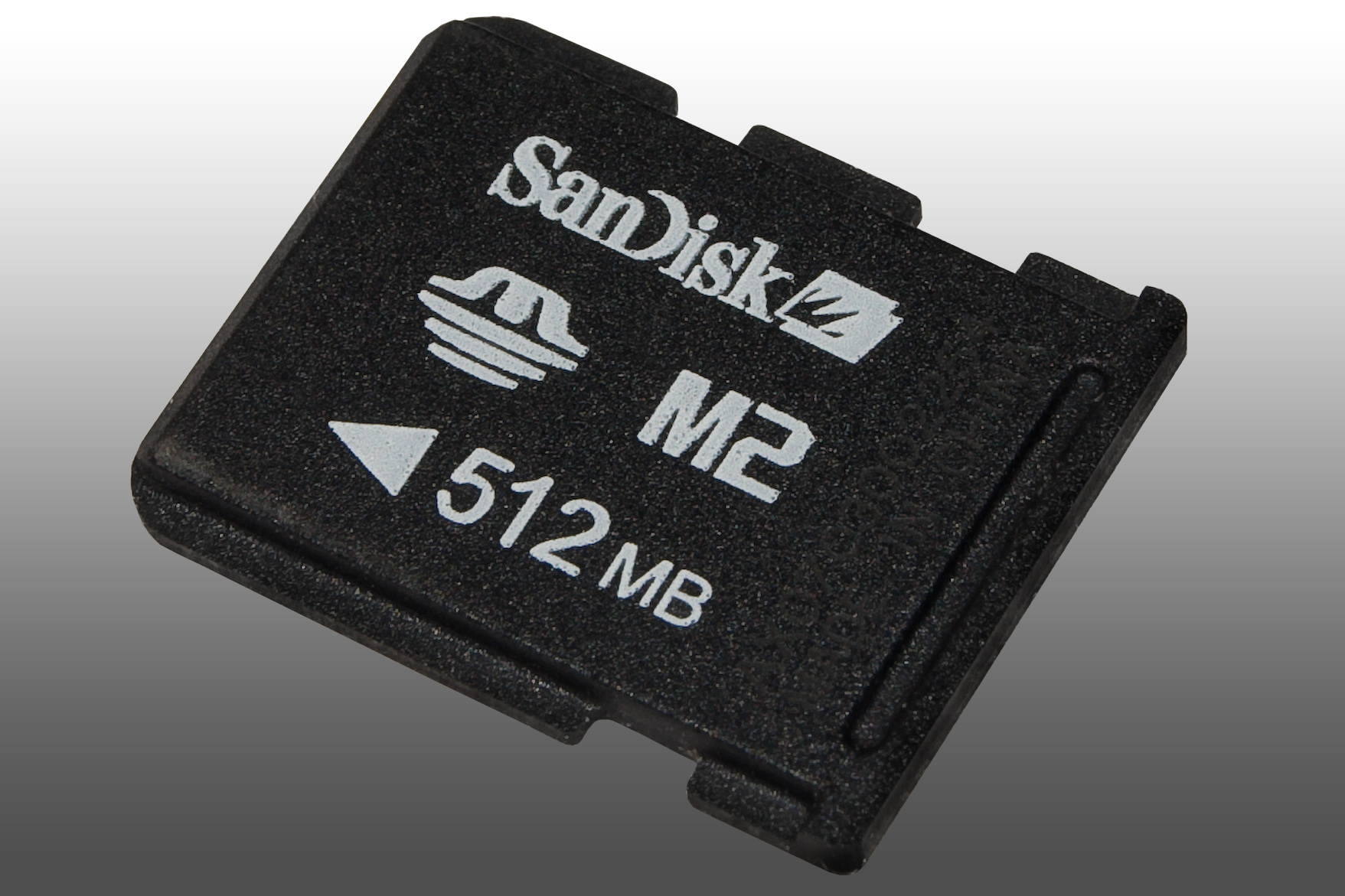
Memory Stick Micro

## Els diferents formats
La Memory Stick inclou un ampli rang de formats actuals, incloent-hi dos factors de manera diferents.
La Memory Stick original era aproximadament de la mida i gruix d'una goma de mastegar i venia amb capacitats de 128 MB fins a 2 GB. Després Sony va introduir Memory Stick Pro Duo, de més capacitat que la memory stick normal, arribant a tenir entre 4 i 16 GB.
Característiques de Sony Memory Stick Pro Duo 4GB:
- Memòria: Memòria flaix
- Capacitat de gravació: 3.890 MB
- Interfície sèrie: Sí
- Interfície paral·lela (4 patilles): Sí
- Corrent de funcionament amb transferència en sèrie (mA): 65 màx.
- Corrent de funcionament amb transferència en paral·lel (mA): 100 màx.
- Corrent de reserva (µA); 1,5 màx.
- Velocitat de transferència amb transferència en paral·lel (Mbps): 160.0
- Velocitat mínima d'escriptura únicament per a dispositius compatibles amb Memory Stick Pro: 15,0 MB/s
- Temperatura ambient (graus C): -25 °C - 85 °C
- Dimensions: 31 x 20 x 1.6 mm (Amplada x Alçada x Profunditat)
- Pes: 2.0 g